# Plotopteridae
Plotopteridae — вимерла родина великих сулоподібних птахів (Suliformes), близько споріднена з родиною сулових (Sulidae). Представники родини мали значну конвергентну схожість із пінгвінами (Spheniscidae), особливо вимерлими зараз гігантськими пінгвінами. Вони мешкали на півночі Тихого океану, їх скам'янілості були знайдені в Каліфорнії, Вашингтоні і Японії. Вони мали тіло від 1 до 2 м завдовжки; короткі крила, пристосовані для півдодного плавання (подібно до пінгвінів); скелет, що нагадує скелет змієшийок; та череп, подібний до черепа олуш.